# PDRG1
PDRG1 (англ. P53 and DNA damage regulated 1) – білок, який кодується однойменним геном, розташованим у людей на довгому плечі 20-ї хромосоми. Довжина поліпептидного ланцюга білка становить 133 амінокислот, а молекулярна маса — 15 511.
| 10         |  | 20         |  | 30         |  | 40         |  | 50         |
| ---------- |  | ---------- |  | ---------- |  | ---------- |  | ---------- |
| MLSPEAERVL |  | RYLVEVEELA |  | EEVLADKRQI |  | VDLDTKRNQN |  | REGLRALQKD |
| LSLSEDVMVC |  | FGNMFIKMPH |  | PETKEMIEKD |  | QDHLDKEIEK |  | LRKQLKVKVN |
| RLFEAQGKPE |  | LKGFNLNPLN |  | QDELKALKVI |  | LKG        |  |            |

A: Аланін

C: Цистеїн

D: Аспарагінова кислота

E: Глутамінова кислота

F: Фенілаланін

G: Гліцин

H: Гістидин

I: Ізолейцин

K: Лізин

L: Лейцин

M: Метіонін

N: Аспарагін

P: Пролін

Q: Глутамін

R: Аргінін

S: Серин

T: Треонін

V: Валін

Кодований геном білок за функцією належить до шаперонів. 
Локалізований у цитоплазмі.